# Терентіїв

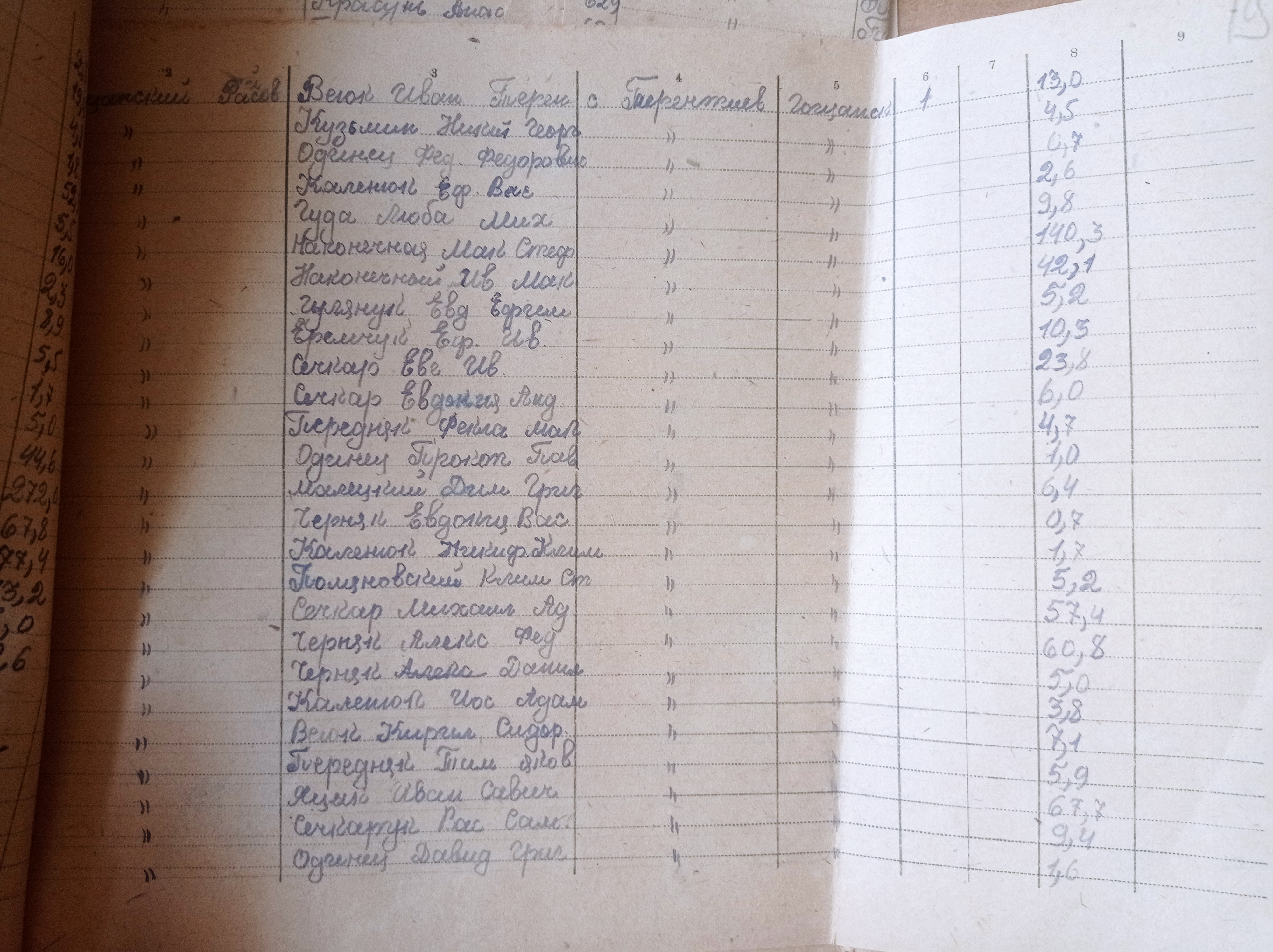
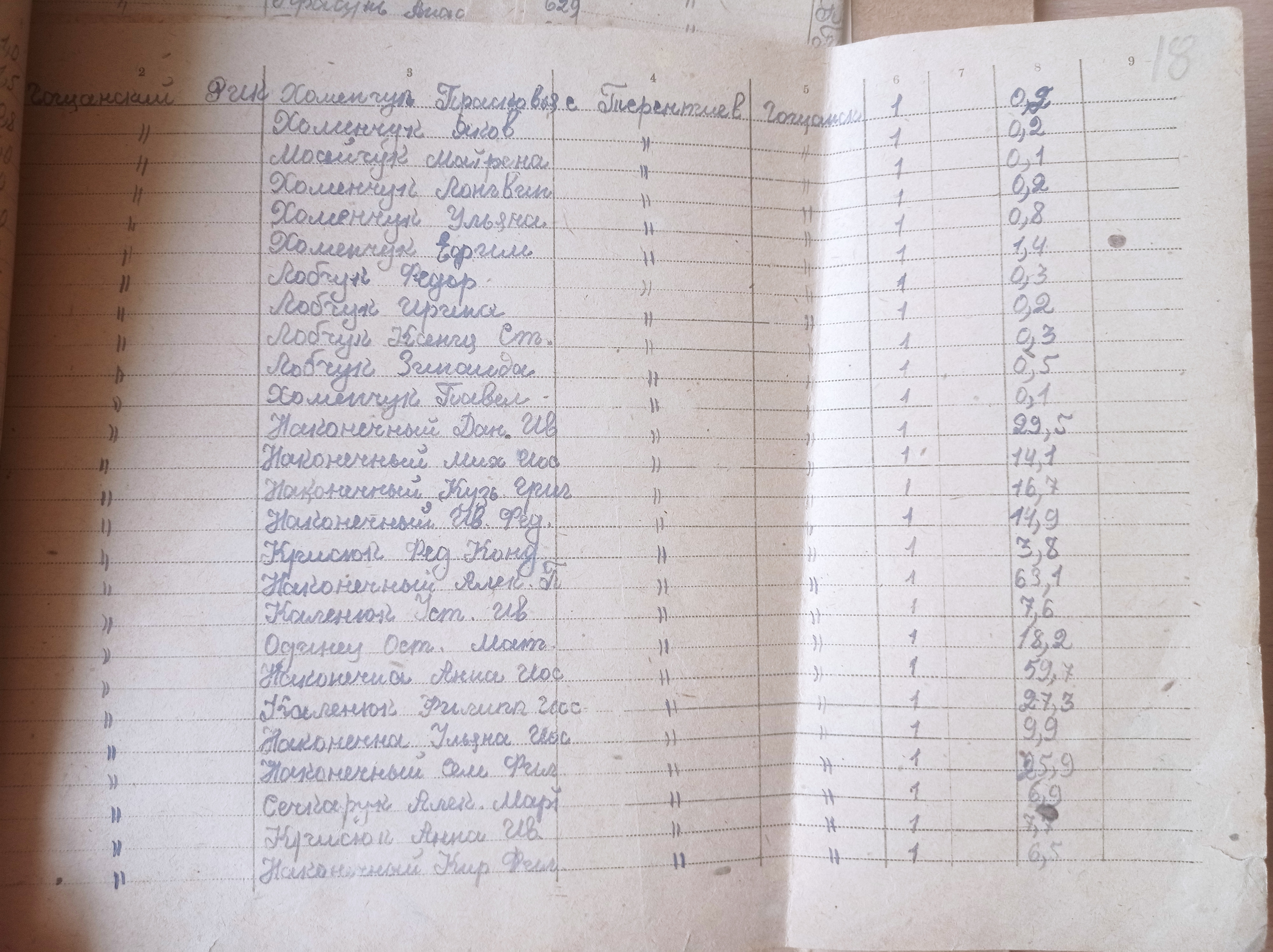
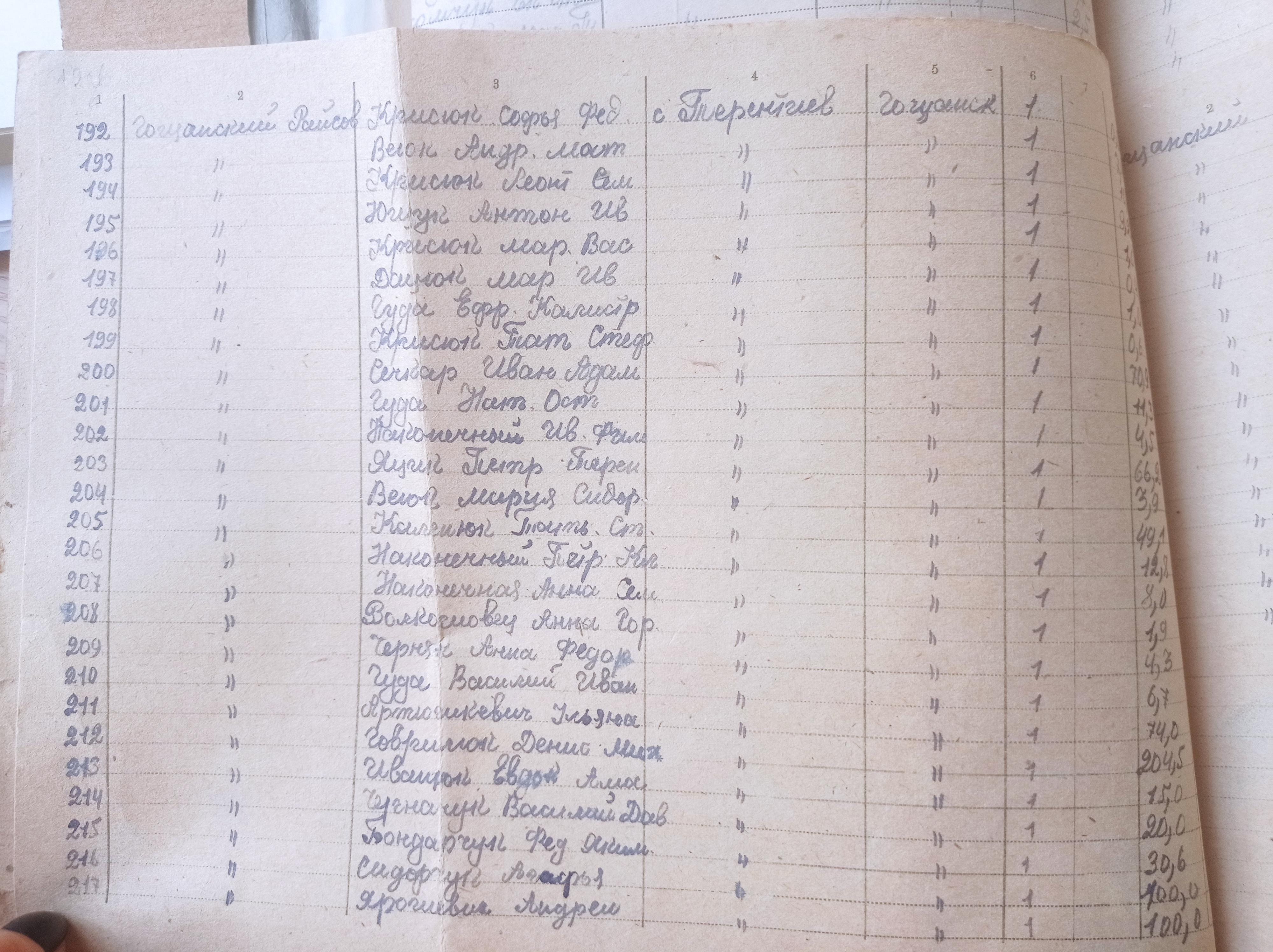
Списки осіб, будинки яких постраждали від бойових дій Другої світової війни

Тере́нтіїв — село в Україні, у Гощанській селищній громаді Рівненського району Рівненської області. Населення становить 425 осіб.

## Географія
Селом протікає річка Рудка.
Неподалік від села розташоване заповідне урочище «Терентіївські гори».

## Історія
12 червня 2020 року, відповідно до розпорядження Кабінету Міністрів України № 722-р від «Про визначення адміністративних центрів та затвердження територій територіальних громад Рівненської області», увійшло до складу Гощанської селищної громади.
19 липня 2020 року, в результаті адміністративно-територіальної реформи та ліквідації Гощанського району, село увійшло до складу новоутвореного Рівненського району.

## Населення

### Мова
Розподіл населення за рідною мовою за даними перепису 2001 року:
| Мова       | Кількість | Відсоток |
| ---------- | --------- | -------- |
| українська | 421       | 99.06%   |
| російська  | 4         | 0.94%    |
| Усього     | 425       | 100%     |

## Посилання

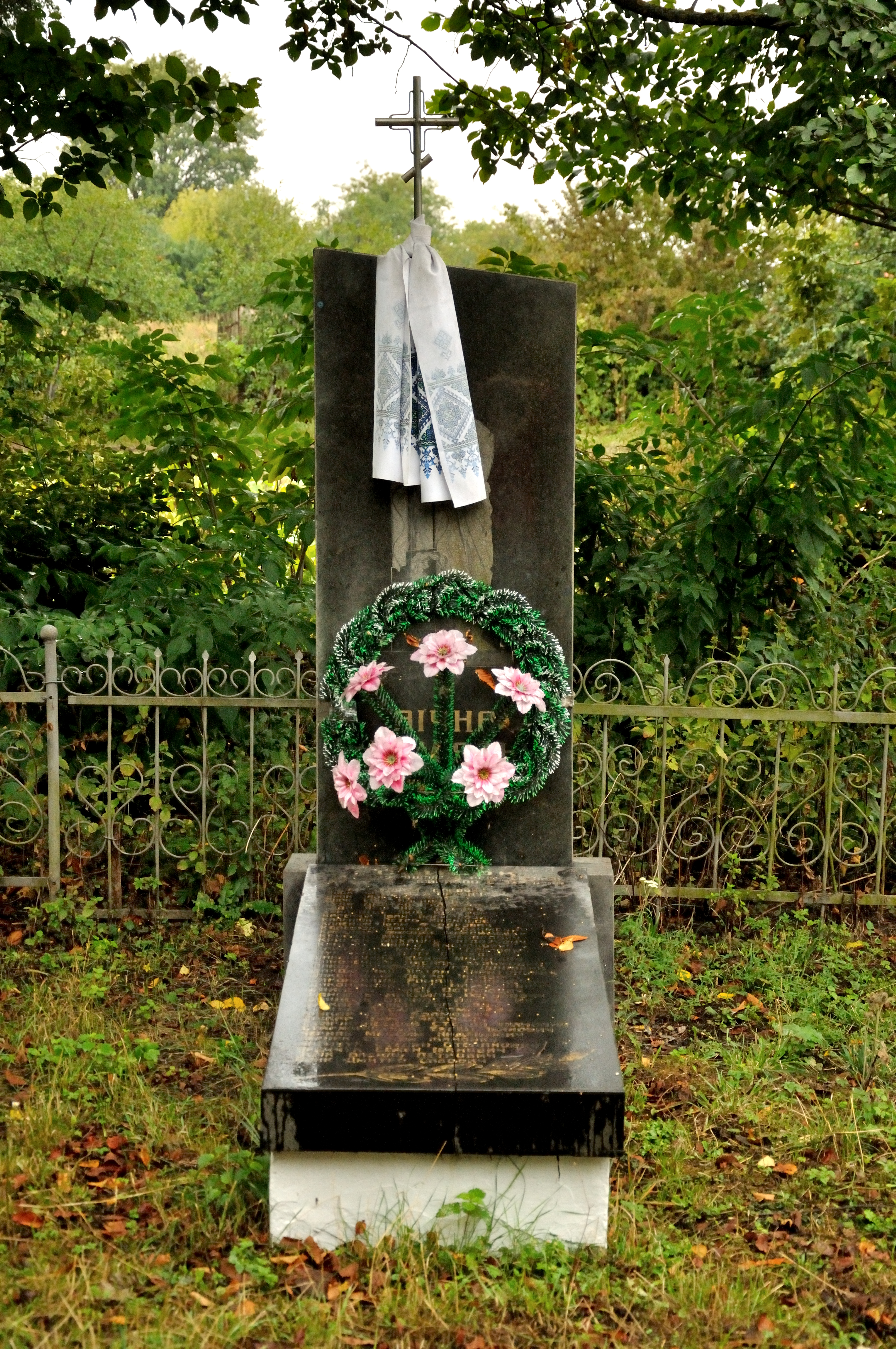
Пам'ятник воїнам-односельчанам, с. Терентіїв

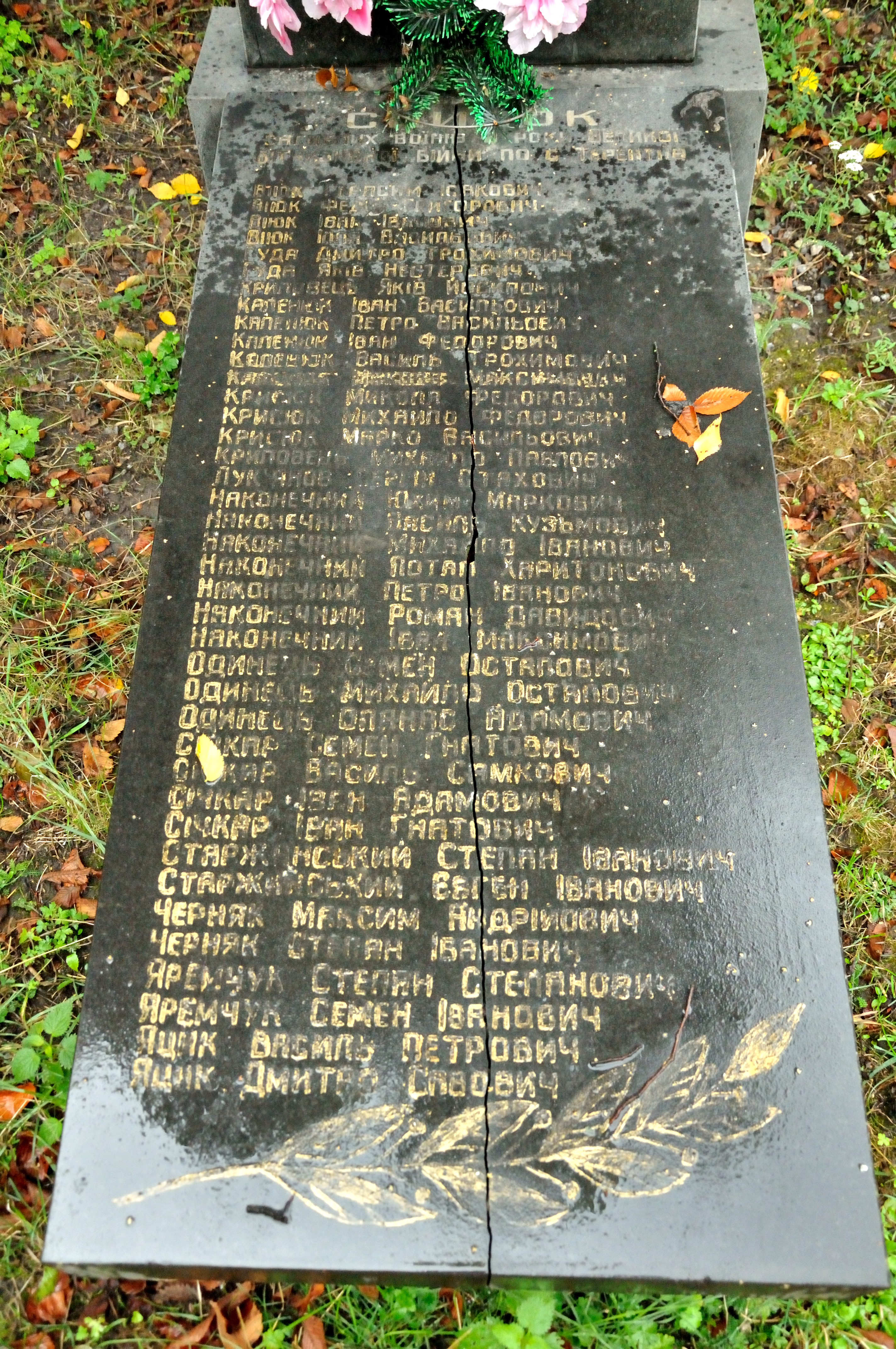
Пам'ятник воїнам-односельчанам, с. Терентіїв